# Namoo Actors
Namoo Actors Co. Ltd. (coreano= 나무엑터스, RR: Namu Egteoseu, McCune-Reischauer: Nami Ekťǒsŭ), es una agencia de gestión del talentos con sede en Seúl, Corea del Sur fundada en el 2004.
El fundador y CEO de la compañía es Kim Joong-do.

## Historia
En el 2004 la agencia "Namoo Actors" se estableció con el nombre "Namoo Actors Co. Ltd.". La compañía se ubica en el quinto piso 96-4 del Edificio Samgyeong, en Nonhyeon-dong, Seúl.
Poco después en el 2005 la compañía firmó a sus primeros actores y actrices, entre ellos: Song Ji-hyo, Kim Kang-woo, Kim Tae-hee y Kim Hye-na. En 2006 Kim Joong-do y otros actores asistieron al Festival Internacional de Cine de Busan.
En el 2007 la compañía firmó un acuerdo de asociación en conjunto con "Chengtian".
El 10 de enero del 2014 la agencia celebró su décimo aniversario en CGV Cine City en Seúl.

## Artistas actuales

### Actores
- Ji Sung (2010-presente)
- Lee Joon-gi (2014-presente)[8]
- Kim Hye-seong
- Koo Kyo-hwan
- Oh Hyun-joong
- Cha Seo-won (차서원)
- Lee Tae-sun
- Song Kang
- Oh Seung-hoon
- Baek Seo-bin
- Yoo Jun-sang
- Kim Jung-hwan
- Lee Jeong-ha[9]
- Lee Yoo-jin (이유진)[10]
- Lee Jung-sic
- Lee Shin-seong
- Ko Woo-rim
- Yoo Jin-woo (previamente conocido como Lee Yoo-jin) (2019-presente)[11][12]

### Actrices
- Kim Hyo-jin (2006-presente)
- Lee Yoon-ji (2009-presente)
- Chun Woo-hee (2011-presente)
- Kim Hyang-gi (2011-presente)
- Park Eun-bin (2015-presente)
- Kim Soo-jung (2015-presente)
- Moon Chae-won (2016-presente)[13]
- Kim Jae-kyung (2016-presente)[14][15]
- Park Min-young (2017-presente)[16][17]
- Seohyun (2019-presente)[18][19]
- Shin Se-kyung[20]
- Kim Ji-soo
- Moon Geun-young
- Chae Bin[21]
- Kim Hwan-hee
- Do Ji-won
- Hong Eun-hee
- Yoo Seol-ah
- Park Ji-hyun
- Lee Hee-won
- Jeon Woo-hee
- Jang Ah-young
- Cha Mi-young

## Antiguos artistas

### Actores
- Kim Joo-hyuk (2004 - 2017)[22]
- Jo Dong-hyuk (2004 - 2014)
- Park Sang-wook (2004 - 2016)
- Park Gun-hyung (2004 - 2017)
- Kim Kang-woo (2005 - 2014)
- Lee Kyu-han (¿? - 2014)
- Baek Do-bin (2010 - 2015)
- Baek Yoon-sik (2010 - 2018)
- Yoon Je-moon (2012 - 2019)
- Jo Han-chul (2013 - 2018)
- Yoo Ji-tae (2013 - 2018)

### Actrices
- Kim Tae-hee (2005 - 2010)
- Song Ji-hyo (2005 - 2011)
- Lee Eun-ju (2005)
- Kim So-yeon (2006 - 2018)[23]
- Han Hye-jin (2008 - 2017)
- Jeon Hye-bin (2009 - 2018)
- Kim Ah-joong (2011 - 2015)
- Yoo Sun (2012 - 2016)
- Nam Gyu-ri (2013 - 2014)